# По всему миру и вглубь мира
«По всему миру и вглубь мира» (фр. Du monde entier au cœur du monde) — сборник стихов французского поэта Блеза Сандрара, опубликованный в 1958 году в парижском издательстве Denoèl. Включает большинство поэтических произведения Сандрара, причём основная их часть написана в 1912—1924 годах, до того, как автор перешёл на прозу. Сандрар не включил в книгу содержимое своего первого сборника, «Секвенции», и ряд текстов, сочетающих в себе черты поэзии и лирической прозы.
Автор рассматривал эту книгу как цельное произведение. Издавая её, Сандрар подводил итоги своей поэтической деятельности.